# Prägrad (Gemeinde Feldkirchen in Kärnten)
Prägrad ist eine Ortschaft in der österreichischen Gemeinde Feldkirchen in Kärnten mit 87 Einwohnern (Stand 1. Jänner 2024).

## Geschichte

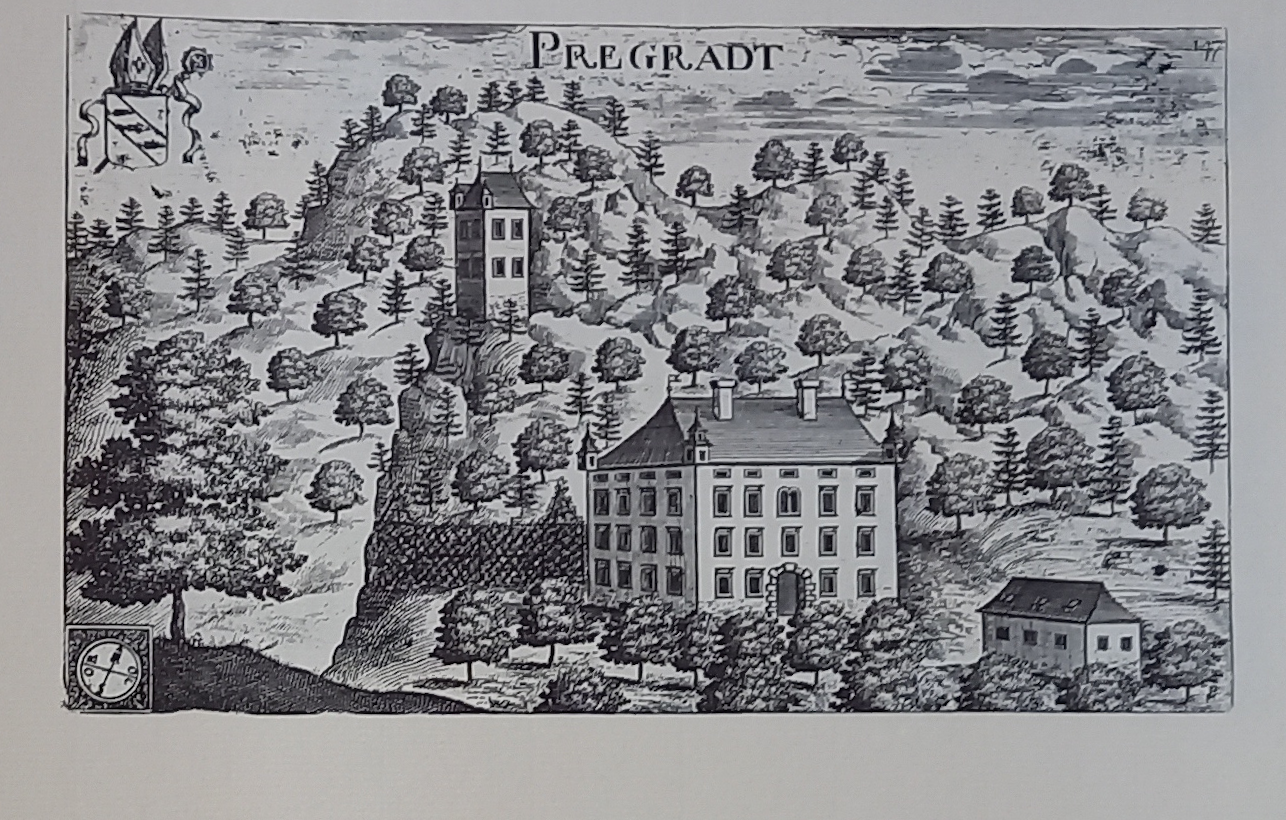
Stich von Schloss und Burg Prägrad (Valvasor 1688)

Die Ortschaft wurde 1166 als Pregrad ersterwähnt. Nach Pohl geht der Name auf den slowenischen Ortsnamen Prěgradъ zurück, was er von slowenisch pregrad(a) (Umzäunung) ableitet.

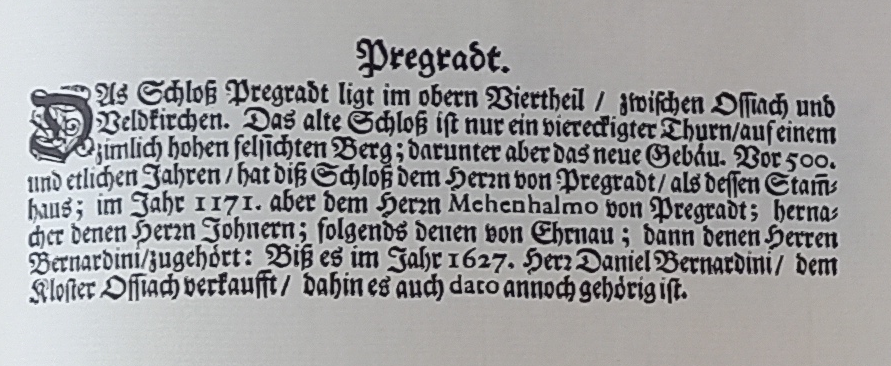
Text zu Schloss und Ruine Prägrad (Valvasor 1688)

## Geographie
Die Ortschaft liegt schattseitig am Fuß der Ossiacher Tauern, über der Ebene des ehemaligen Bleistätter Moores.
Oberhalb der heutigen Siedlung liegt die Burgruine Prägrad. Innerhalb der Siedlung wurde im 16. Jahrhundert das Schloss Prägrad als Pflegerhaus errichtet. Das Schloss ging 1628 an das Stift Ossiach und wurde 1967 abgetragen.

## Sehenswürdigkeiten
- Burgruine Prägrad, oberhalb der Ortschaft, nur zu Fuß erreichbar

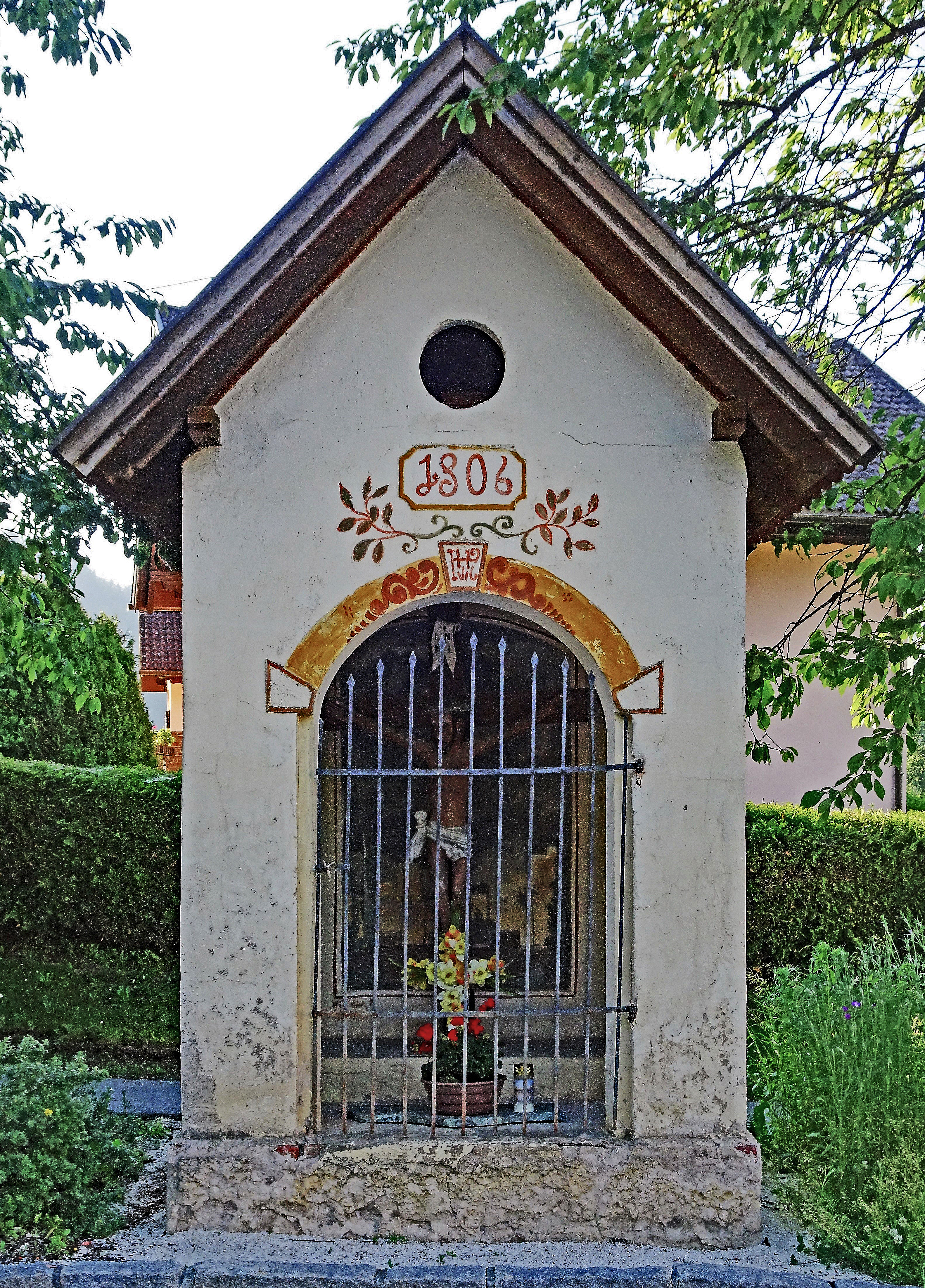
Wegkapelle von 1806
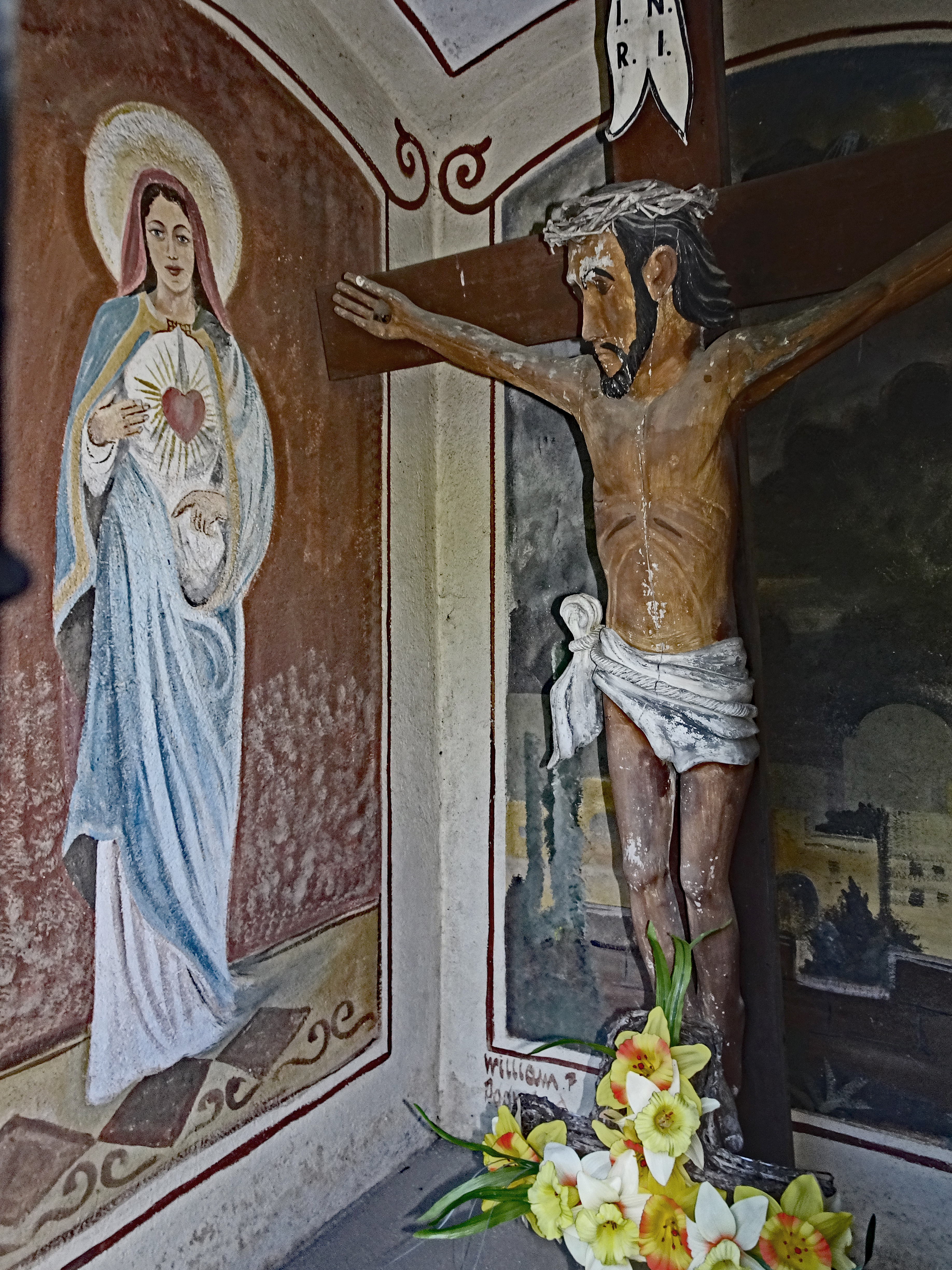
Blick in die Kapelle
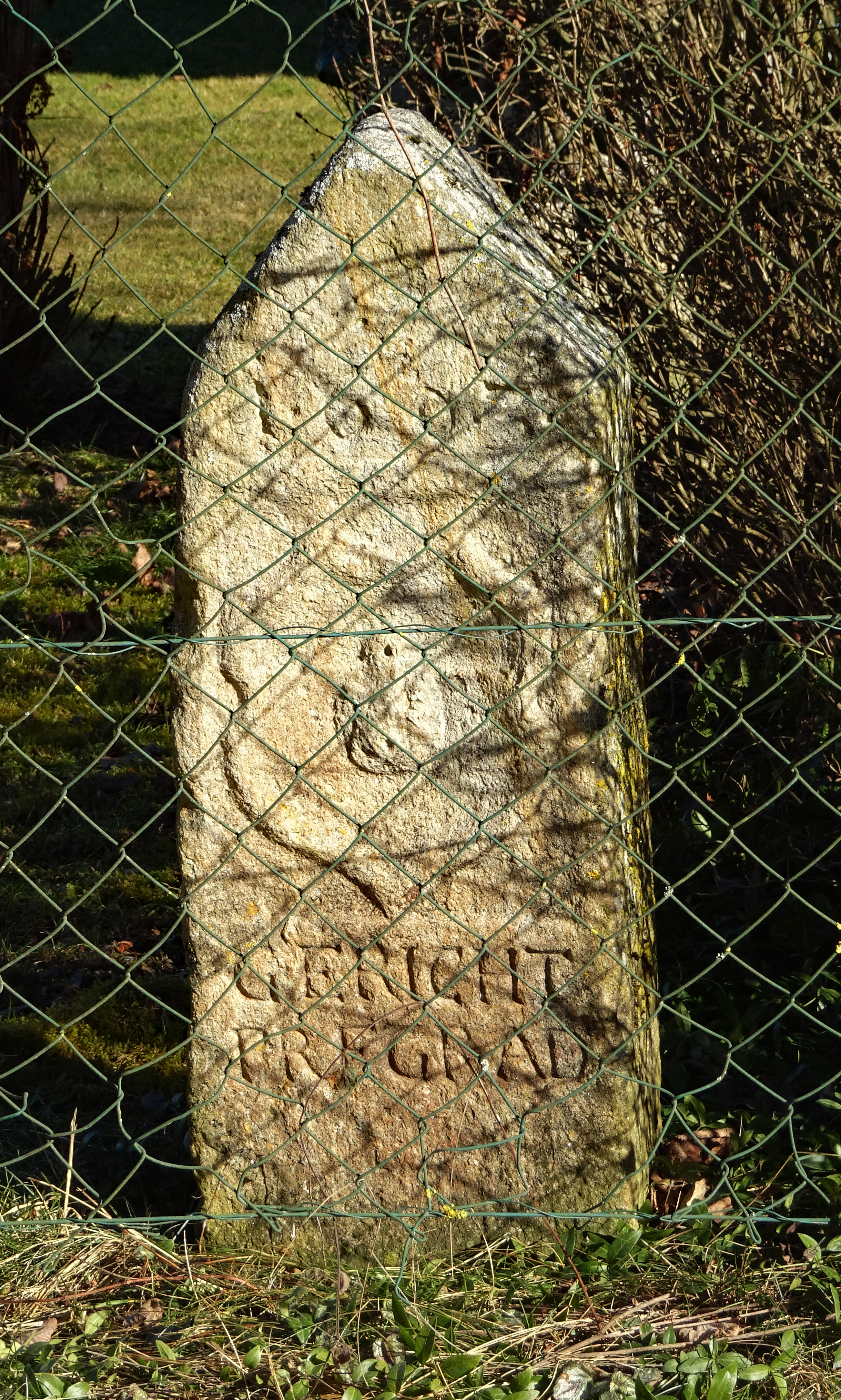
Historischer Grenzstein

- Wegkapelle von 1806
- Blick in die Kapelle
- Historischer Grenzstein